# آرمخی
آرمخی (اینگوشی: МохтIе) یک روستا در شهرستان دژیراخسکی استان اینگوشتیای کشور روسیه است.